# Tentative de coup d'État de 2004 en Guinée équatoriale
La tentative de coup d'État de 2004 en Guinée équatoriale échoue à mettre au pouvoir un chef de l'opposition, Severo Moto Nsá, en remplacement de Teodoro Obiang Nguema Mbasogo. Le coup d'état était prévu pour le 8 mars 2004.

## Rôle de la Grande-Bretagne
Le 7 mars 2004, Simon Mann et 69 autres personnes furent arrêtées au Zimbabwe ; leur Boeing 727 fut saisi par les forces de sécurité pendant une escale à l'aéroport d'Harare où l'avion devait être chargé d'armes et d'équipements pour une valeur de 100 000 livres sterling. Les hommes furent poursuivis pour violation des lois nationales sur l'immigration, les armes et la sécurité et plus tard accusés d'avoir préparé une tentative de coup d'État en Guinée équatoriale. Au même moment, huit hommes suspectées d'être des mercenaires, dont un mourut plus tard en prison, étaient détenus en Guinée équatoriale également pour tentative de coup d'État. Simon Mann et ses associés prétendirent qu'ils ne se dirigeaient pas vers la Guinée équatoriale mais vers la République démocratique du Congo afin d'y fournir un service de sécurité pour l'industrie diamantifère. Ils furent jugés au Zimbabwe et Simon Mann reconnu coupable le 27 août 2004 de tentative d'achat d'armes en vue de mener un coup d'État, et condamné à sept années de réclusion,. Soixante-six des autres hommes furent acquittés. Les deux pilotes furent condamnés à seize mois et les autres à un an de réclusion pour violation des lois sur l'immigration. Le Boeing 727 fut saisi, ainsi que les 180 000 dollars américains trouvés à bord.

### Mark Thatcher
Le 25 août 2004, Sir Mark Thatcher, fils de Margaret Thatcher, ancien Premier ministre du Royaume-Uni, est arrêté en Afrique du Sud, accusé d'avoir financé avec le Libanais Ely Calil la tentative de coup d'État car la Guinée équatoriale est un pays producteur de pétrole, pour renverser le président Teodoro Obiang. Il apparait que l'opération aurait été organisée par le MI6 et préparé par son ami britannique Simon Mann, cerveau du complot, emprisonné au Zimbabwe. Toujours le 25 août, CNN diffusa un reportage sur l'affaire des quatorze hommes suspectés de former l'avant garde des mercenaires et poursuivis en Guinée équatoriale. L'un d'eux, Nick du Toit, affirma qu'il avait été présenté à Mark Thatcher par Simon Mann. BBC News aurait indiqué plus tard que les dossiers financiers des placements de Simon Mann révèlèrent d'importants transferts d'argent à Nick du Toit, ainsi qu'un avoir de deux millions de dollars américains en provenance d'une source inconnue et intraçable.
Le 13 janvier 2005, il plaide coupable après un plea bargain, et reconnaît avoir « tenté de financer des activités mercenaires » à hauteur de 275 000 dollars (230 000 euros) pour la location d'un hélicoptère. Il dément, en revanche, le 18 février 2005 devant la Cour du Cap toute implication dans ce putsch manqué. Il est entendu cette fois comme témoin au nom de la justice de la Guinée équatoriale. Il déclare notamment lors de son audition « Je ne suis pas dans l'achat et la vente d'équipement militaire (...) Je suis le directeur d'une compagnie de distribution de carburants et de produits pétroliers ». Il est condamné par la justice sud-africaine en mars 2005 à une amende de trois millions de rands (environ 380 000 euros) et à quatre ans de prison avec sursis. Le jour même, il quitte l'Afrique du Sud, où il est assigné à résidence après son inculpation, pour rejoindre sa famille aux États-Unis et en déclarant : « Aucun prix n'est trop élevé pour être réuni avec votre famille ».
Le 29 mars 2008, la Guinée équatoriale a lancé un mandat d'arrêt international contre Mark Thatcher accusé par Malabo d'être un des instigateurs du coup d'État avorté de mars 2004.

### Nick du Toit
Il a été impliqué dans la tentative de coup d'État de 2004 en Guinée équatoriale visant à renverser Teodoro Obiang en Guinée équatoriale.
Il fut jugé à Malabo, avec dix huit autres complices, accusés d'être l'échelon précurseur d'un groupe de 70 mercenaires. L'avocat général a requis la peine de mort pour l'ensemble des individus. Tous furent reconnus coupables, mais la peine fut commuée en peine de prison à perpétuité. Nick du Toit fut condamné à 34 ans de prison ferme, à passer dans le pénitencier de Black Beach, à Malabo.
Son rôle dans le coup d'État aurait été, selon les accusations, de fournir les mercenaires en armes, telles que AK-47, RPG, fusils mitrailleurs PK, et  mortiers, ainsi que de sécuriser la tour de contrôle de l'aéroport de Malabo. Il devait également y changer la fréquence radio pour établir la communication avec un avion arrivant du Zimbabwe, transportant d'autres mercenaires. Après sa capture, il est apparu à la télévision sud-africaine, annonçant l'échec du coup d'état et révélant le nom de ses principaux complices. Sa femme a déclaré que son mari avait subi des tortures, y compris des chocs électriques et des coups.
Une grâce présidentielle lui a été accordée par le Président équatorien Obiang le 3 novembre 2009. Il a été relâché avec ses camarades Sergio Fernando Patricio Cardoso, Jose Passocas Domingos et Georges Olympic Nunez Alerson. Simon Mann fut également relâché, et retourna en Angleterre le 6 novembre 2009.

### Simon Mann
Le 23 février 2007, les charges furent levées en Afrique du Sud contre Simon Mann et ses associés. Simon Mann resta au Zimbabwe où il fut condamné. Le 2 mai 2007, un tribunal du Zimbabwe décida que Simon Mann devait être extradé vers la Guinée équatoriale où il était poursuivi. Le juge zimbabwéen a pris cette décision, même si le Zimbabwe avait promis qu'il ne serait pas soumis à la peine capitale (ce qu'il risque théoriquement en Guinée équatoriale). Son extradition a été décrite comme un arrangement "pétrole contre Mann", en référence aux grandes quantités de pétrole que le Président Robert Mugabe a réussi à obtenir de la part de la Guinée équatoriale. Simon Mann a perdu l'appel contre la décision d'extradition,. La prison de Black Beach en Guinée équatoriale, où il a été envoyé, est connue pour ses mauvaises conditions de détention. Les détenus n'y reçoivent que rarement un traitement médical, ont faim et sont souvent torturés. Un des partenaires de Simon Mann y est décédé.
Le 30 janvier 2008, les avocats de Simon Mann ont indiqué qu'ils feraient appel auprès de la Cour suprême. Le jour suivant, Simon Mann fut extradé vers la Guinée équatoriale, en secret, faisant dire à ses avocats que ce transfert fut précipité pour éviter l'appel devant la Cour suprême,.
Simon Mann a été extradé vers la Guinée équatoriale le 1er février 2008, où il est accusé d'avoir mené un coup d'État manqué. Il y est soupçonné d'avoir planifié la tentative de coup d'État de 2004 en Guinée équatoriale en dirigeant une équipe de mercenaires vers la capitale Malabo afin d'y capturer ou tuer le Président Teodoro Obiang Nguema Mbasogo. Les charges retenues contre lui en Afrique du Sud ont été levées le 23 février 2007, mais pas en Guinée équatoriale où il a été condamné in absentia en novembre 2004. S'il est condamné, il risque un minimum de 30 années d'incarcération, à purger probablement dans la prison de Black Beach. Il a perdu le recours contre son extradition vers la Guinée équatoriale qu'il avait déposé au Zimbabwe après y avoir passé trois années en détention, sur les quatre auxquelles il avait été condamné pour les mêmes crimes, et bénéficié d'une libération anticipée pour bonne conduite.
Le 8 mars 2008, Channel Four a gagné une bataille juridique et pu diffuser l'entretien avec Simon Mann dans lequel il fait sensation en accusant des personnalités politiques britanniques, notamment des ministres, d'avoir donné leur approbation tacite de la tentative de coup d'État. Dans son témoignage, qui a le potentiel de déstabiliser le gouvernement britannique, il parle avec franchise des événements qui ont mené à la tentative avortée de renverser le président équatoguinéen.
Simon Mann a été libéré le 4 novembre 2009. À son arrivée à Luton, en Grande-Bretagne, il déclare, dans un communiqué lu par un porte-parole : "Je suis profondément reconnaissant au président Obiang de m'avoir libéré. C'est le plus beau cadeau de Noël anticipé que ma famille et moi pouvions jamais imaginer".

## Rôle de l'Espagne
Le président Obiang a accusé le gouvernement espagnol de soutenir le coup d'État. L'allégation pourrait expliquer la position coïncidente de deux navires de guerre espagnols au large des côtes de la Guinée équatoriale au moment de l'arrestation des complices présumés. Miguel Mifuno, conseiller spécial du président de la Guinée équatoriale, avait accusé le gouvernement espagnol de financer des groupes d'opposition en exil et de soutenir directement le coup d'État:
Nos sources de renseignement disent que le navire de guerre devait arriver à la même date que la tentative de coup d'État aurait eu lieu, le 8 mars ..... [Le navire de guerre] était déjà dans nos eaux territoriales avec 500 soldats à bord. Pendant ce temps, il y avait une équipe de mercenaires étrangers en Guinée équatoriale qui savait où nous vivions. Ils avaient l'intention de tuer 50 personnes et d'en arrêter d'autres.
En septembre 2004, le Premier ministre de la Guinée équatoriale, Miguel Abia Biteo Boricó, a accusé le gouvernement, présidé par José María Aznar, de soutenir la tentative de coup d'État devant l'Assemblée générale des Nations unies. Biteo Boricó a déclaré que les deux navires de guerre espagnols, qui avaient navigué le 29 janvier pour la Guinée équatoriale et avaient été déroutés le même jour de cette destination, allaient soutenir le coup d'État. Le Premier ministre a appelé l'ONU à agir face aux «menaces» contre son pays.
La porte-parole du ministère espagnol des Affaires étrangères a nié les accusations: "Il n'y avait pas de navire, nous avons nié toute implication dans toute tentative de coup d'État." Malgré cela, la ministre espagnole, Ana Palacio, semblait contredire la déclaration de la porte-parole; «Ils n'étaient pas en mission de guerre, mais en mission de coopération.»